# Caminho de Ferro Concão
O Caminho de Ferro Concão (em inglês: Konkan railway) é uma linha férrea localizada na regão da Costa do Concão, na Índia, que liga as cidades de Nova Bombaim (na região metropolitana de Bombaim) e Mangalor, servindo de conexão para diversas localidades entre os estados de Maarastra, Goa e Carnataca. A linha ferroviária percorre 756,25 km.
Seus trechos foram construídos lentamente a partir de 1887, porém foi somente entre 1984 e 1998 que seu impulso de construção foi maior. Durante seus primeiros anos de operação na região montanhosa dos Gates Ocidentais, uma série de acidentes levou a ferrovia a implementar novas tecnologias, como dispositivos anticolisão, trilhos suspensos e transporte de cargas veiculares via roll-on/ roll-off.
A linha é operada pela Companhia Ferroviária Concão (em inglês: Konkan Railway Corporation), uma empresa estatal de propriedade majoritária da União Indiana e minoritária dos estados atravessados pela ferrovia.

## História
Considera-se que o primeiro trecho do Caminho de Ferro Concão tenha sido o percurso de cerca de 15 quilómetros entre Margão e  Vasco da Gama, aberto à operação em 1887, como parte do Caminho de Ferro de Mormugão.
Em 1907, quando as linhas ferroviárias que partiam de Chenai alcançaram Mangalor, os britânicos consideraram estender a malha ferroviária ao longo da Costa do Concão até Bombaim. Porém os estudos de engenharia atestaram que o terreno era "impossível de construir", devido ao relevo acidentado dos Gates Ocidentais, bem como ao clima imprevisível da região.
Após a independência indiana e com o crescimento de Bombaim, uma linha foi estabelecida para conectar Diva a Panvel em 1964, áreas actualmente parte da cidade de Nova Bombaim. Em 1966 a ferrovia estendeu-se para o sul até a vila de Apta.
Entre 1975 e 1977, nos mandatos dos ministros das ferrovias Kamalapati Tripathi e Madhu Dantavate foi elaborado um estudo de engenharia (concluído em 1977), prevendo uma ferrovia de Apta a Roha (inaugurada em 1986). O estudo serviu de base para que a empresa Ferrovias Indianas (IR) decidisse por construir uma linha de Mangalor até Margão, o trecho "mais fácil" anteriormente apontado pelo Ministério das Ferrovias. A subsidiária das IR Ferrovias do Sul foi incumbida, mas decidiu por alterar o projeto em março de 1985 para uma linha que cobriria todo o trecho da costa oeste até Roha. Um novo relatório de pesquisa foi concluído em 1988, pela primeira vez denominando a nova linha férrea de "Caminho de Ferro Concão" (no idioma original Konkan railway).
Foi selecionada a empresa Sreedharan & Co, que entregou os primeiros trechos novos em 1993, ligando Mangalor a Udupi (março) e Roha a Veer (junho). O trecho Mangalor-Udupi já tornou-se operacional em 20 de março daquele ano, com composições diárias ligando as localidades.
As frentes de trabalho norte e sul alcançaram o túnel de Perném, em Goa Norte, em 1997, tornando-se o último gargalo do projeto. A construção deste túnel começou em 1992, mas 5 anos depois ainda não estava concluída, em função das condições de solo — uma colina de argila sujeita a alagamentos, desmoronamentos e inundações. Este trecho de 1,5 km manteve todos os outros 750 km paralisados por 6 anos, matando 11 operários em desmoronamentos. Mesmo assim, os serviços de transportes foram lançados, operando entre Mangalor para Margão e de Bombaim para Sawantwadi. Com a conclusão do túnel de Perném, os serviços de Bombaim para Mangalor puderam finalmente começar em 25 de janeiro de 1998.